# After (Numida)
After lub Aftir (łac. Aphthir, zm. w I. poł. II w. p.n.e.) – przywódca grupy Numidów zbuntowany przeciwko królowi Masynissie. Uciekając przed nim, zapuścił się aż w okolice Cyreny, a Masynissa, aby dopaść do zbiega najkrótszą drogą, próbował uzyskać pozwolenie na przejście przez kartagińskie Emporia. Później, kiedy zgłosił roszczenia do tego obszaru, a sprawa została poddana rzymskiemu arbitrażowi, kartagińscy posłowie argumentowali, że król Numidów, prosząc ich o pozwolenie na przejście, sam potwierdził zwierzchnie prawa Kartaginy nad Emporiami.
Postać Aftera wzmiankowana jest przez Polibiusza i Liwiusza, w obydwu przypadkach wyłącznie w kontekście zatargu Masynissy z Kartagińczykami. Kontrowersyjnym pozostaje określenie czasu jego wystąpienia. Relacja Liwiusza sugeruje, że było to przed 193 r. p.n.e., podczas gdy z tekstu Polibiusza wynika, że działo się to trzydzieści lat później, nieco przed 162/161 r. p.n.e.
Tadeusz Kotula przypuszcza, że Aftir był wodzem jednego z plemion numidyjskich, który sprzeciwiał się dążeniom Masynissy do centralizacji i wzmocnienia władzy królewskiej w Numidii.